# Îles Grafton
Grafton (en espagnol : Islas Grafton) sont des îles du Chili. 

## Géographie
Elles se situent dans le Sud-Ouest du Chili et sont totalement rocheuses. Il s'agit de sept îles et de quelques îlots. La plus grosse des îles à une superficie d'environ 0,7 km2.